# Осуна, Марио
Марио Умберто Осуна Переснуньес (исп. Mario Humberto Osuna Pereznúñez; родился 20 августа 1988 года в Кульякане, Мексика) — мексиканский футболист, опорный полузащитник клуба «Хуарес». Выступал в сборной Мексики.

## Клубная карьера
Осуна — воспитанник футбольной академии клуба «Дорадос де Синалоа». 9 августа 2009 года в матче против «Дуранго» он дебютировал в Лиги Ассенсо. 7 марта 2010 года в поединке против «Мериды» Марио забил свой первый гол за команду.
В начале 2013 года Осуна перешёл в «Керетаро». 6 января в матче против «Леона» он дебютировал в Лиге MX. 20 июля в поединке против «Монаркас Морелия» Марио забил свой первый гол за «Керетаро».
В начале 2017 года, сыграв более 100 матчей за «Керетаро», Осуна присоединился к «Монаркас Морелия». 8 января в матче против «Тихуаны» он дебютировал за новую команду. 9 марта в поединке Кубка Мексики против «Толуки» Марио забил свой первый гол за «Монаркас Морелия».

## Международная карьера
16 апреля 2015 года в товарищеском матче против сборной США Осуна дебютировал за сборную Мексики.
Летом того же года Марио попал в заявку на участие Кубке Америки в Чили. На турнире он сыграл в матче против хозяев сборной Чили.